# 小島洋々
小島 洋々（こじま ようよう、1891年12月16日 -没年不詳 ）は、日本の元俳優、元男性声優、元オペラ歌手である。本名は小島 正次（こじま まさじ）。浅草オペラ、新派を経て映画俳優に転向、戦前・戦中の新興キネマ、東宝映画東京撮影所、戦後の新東宝、東映東京撮影所で長く活躍したバイプレーヤーとして知られ、映画出演数は200本を超える。

## 来歴・人物
1891年（明治24年）12月16日、東京府東京市下谷区御徒町（現在の東京都台東区）に生まれる。『日本歌劇俳優写真名鑑』（歌舞雑誌社）では、出生地は上記の通りだが、生年は「明治廿一年十二月十六日」（1888年12月16日）である旨が記されている。旧制埼玉県浦和中学校（現在の埼玉県立浦和高等学校）を経て旧制東京音楽学校（1952年廃止）に進学する。その影響もあって、この頃から旅芸人として各地を巡業していたといわれている。
1912年（明治45年）2月、旧制中学校卒業と共に帝国劇場洋劇部（歌劇部）第1期生として入部し、日本のオペラ界に影響を与えたイタリアの演出家ジョヴァンニ・ヴィットーリオ・ローシーにオペラを師事する。同期には石井林郎、柏木敏、南部邦彦、山川浦路、河合磯代、澤美千代、中山歌子、夢野千草、石神たかね、原せい子、井上起久子などがいた。1914年（大正3年）に卒業後、2ヶ月間は帝国劇場の専属俳優となり、南部邦彦、7代目松本幸四郎、三浦環らと共演。1916年（大正5年）9月、舞台協会および新派俳優山本嘉一と一座を組織、信州・東海地区・関西地区を巡業する。1918年（大正7年）、傑作座を創設し、大阪蘆邊倶楽部に半年間だけ出演した後、石井漠、沢モリノらと一座を結成して各地を巡演するなど、活発な舞台活動を行なった。また、同年8月には松旭斎天華一座に加入し、歌劇部主任を務めている。1920年（大正9年）に発行された『日本歌劇俳優写真名鑑』及び1921年（大正10年）に発行された『日本歌劇俳優名鑑』（活動倶楽部社）によれば、当時は東京府北豊島郡滝野川町（後の東京市滝野川区、現在の東京都北区滝野川）に住み、特技はバリトンである旨が記されている。
1920年（大正9年）12月、日活向島撮影所に入り、映画俳優に転向した、とされている。1928年（昭和3年）に発行された『日本映画俳優名鑑 昭和四年版』（映画世界社）など一部の資料によれば、1922年（大正11年）10月に入社としている。ただし、日本映画データベースなどにおいて、小島の同所での出演作品は確認出来ない。1923年（大正12年）4月、帝国キネマ芦屋撮影所へ移籍し、松本泰輔、濱田格、高堂國典、里見明らと共に主演俳優として活躍する。ところが、1925年（大正14年）に帝国キネマはトラブルメーカー立石駒吉の介入から分裂し、小島はアシヤ映画製作所へ移籍する。その後、再び合流して、1928年（昭和3年）に帝国キネマ長瀬撮影所に異動となり、代表作である1930年（昭和5年）2月6日に公開された鈴木重吉監督映画『何が彼女をさうさせたか』などに出演、1931年（昭和6年）8月に新興キネマと改称された後も引き続き在籍した。『日本映画俳優名鑑 昭和四年版』など一部の資料によれば、大阪府中河内郡布施町大字東足代（後の同府布施市、現在の同府東大阪市北西部）、大阪府大阪市住吉区天王寺町243番地（現在の同府阿倍野区天王寺町北）、京都府京都市右京区太秦前ノ田町と転々と住み、身長は5尺6寸（約169.7センチメートル）、体重は15貫500匁（約58.1キログラム）から後に15貫（56.3キログラム）となり、趣味は音楽、読書、ビリヤード、舞踊であり、中華料理、お酒が嗜好である旨が記されている。
1935年（昭和10年）、P.C.L.映画製作所に移籍、1937年（昭和12年）9月10日の東宝合併後も在社し続け、戦争末期まで在籍する。この間、時期は不明だが結婚して、後に劇団こけし座の子役として活動した小島くるみ（本名不詳、1941年または1942年 - ）が娘として生まれる。戦後も東宝製作の作品に出演していたが、1948年（昭和23年）からは新東宝へ移籍。1953年（昭和28年）に妻と死別したのち、翌1954年（昭和29年）には東映東京撮影所へ移籍。戦後の出演作品のほとんどが端役であったが、多くの作品で堅実な演技力を見せた。1961年（昭和36年）9月6日に公開されたニュー東映製作の村山新治監督映画『故郷は緑なりき』が最後の出演作品である。その後、1962年（昭和37年）に東映を円満退社、同年12月1日に開催された第7回「映画の日」中央大会において、映画業界に40年以上勤務した永年勤続功労章受章者として上田吉二郎、尾上華丈らと共に表彰された。その5年後、1967年（昭和42年）4月10日に発行された演出家内山惣十郎の著書『浅草オペラの生活』において、同じく元浅草オペラの歌劇俳優だった杉寛と共に当時の思い出を寄稿していたが、晩年の小島の消息は伝えられていない。没年不詳。

## 出演作品

### 映画
- 親なき雀（1923年、帝キネ芦屋） - 情に冷たい家主
- 若き日の悦び（1923年、帝キネ芦屋）
- 山の力（1923年、帝キネ芦屋）
- 忍び寄る魂（1923年、帝キネ芦屋）
- 霰こむる夜（1923年、帝キネ芦屋）
- 流浪の旅（1924年、帝キネ芦屋）
- まだ見ぬ郷へ（1924年、帝キネ芦屋）
- 足跡（1924年、帝キネ芦屋）
- 大盗伝（帝キネ芦屋）
  - 第一篇 青春篇（1924年）
  - 第二篇 熱愛篇（1924年）
  - 第三篇 争闘篇（1924年）
- 花に戯れ（1924年、帝キネ芦屋）
- 蕾の中に候（1924年、帝キネ芦屋）
- クレオパトラの指輪（1924年、帝キネ芦屋）
- 高原の処女（1924年、帝キネ芦屋）
- 星は流れ飛ぶ（1924年、帝キネ芦屋） - 舞踊家 石井漠
- 経文と友禅（1924年、帝キネ芦屋）
- 恋の勇者（1924年、帝キネ芦屋）
- 熱血を潜めて（1924年、帝キネ芦屋） - 河村東吉
- 海の哄笑（1924年、帝キネ芦屋）
- 男子怒らば（1924年、帝キネ芦屋）
- お不動さま（1925年、帝キネ芦屋）
- 絵巻金色夜叉（1925年、アシヤ映画）
- 琵琶歌（1925年、アシヤ映画） - 柳田特務曹長
- 二人の父（1925年、アシヤ映画）
- 乙女心（1925年、帝キネ芦屋）
- 大根は微笑む（1925年、アシヤ映画）
- 大自然の叫び（1925年、アシヤ映画）
- 流るる酒（1925年、アシヤ映画）
- 若返り薬（1925年、アシヤ映画） - 老医珍田
- 鮫竜横わる（1925年、アシヤ映画）
- 去り行く影（1925年、帝キネ芦屋） - その父
- 水郷の唄（1925年、帝キネ芦屋） - 五六兵衛
- 笑つて働らけ（1925年、帝キネ芦屋） - 勘次
- 松風村雨（1925年、帝キネ芦屋） - 柴田弥之助
- 失霊術（1925年、帝キネ芦屋）
- 恋は曲者（1925年、帝キネ芦屋）
- ダイヤの光（1925年、帝キネ芦屋） - 大塚と名乗る紳士
- 最後の一兵まで（1925年、帝キネ芦屋） - 岡野慶助
- 夕陽映す村（1925年、帝キネ芦屋）
- 婦人独身倶楽部（1926年、帝キネ芦屋） - その父 寒三
- 女神の像（1926年、帝キネ芦屋）梧舟の師 高橋笛舟
- 猛火を潜ぐりて（1926年、帝キネ芦屋） - 寛蔵
- 巡礼小唄（1926年、帝キネ芦屋） - 吉村輝彦
- 三ッの微笑（1926年、帝キネ芦屋） - 隣の巡査
- 女性のなやみ（1926年、帝キネ芦屋）
- 恋の往来（1926年、帝キネ芦屋）
- 和泉屋太物店（1926年、帝キネ芦屋） - 太物問屋清兵衛
- 怨の悲曲（1926年、帝キネ芦屋） - 村田繁樹
- 親子獅子（1926年、帝キネ芦屋）
- かたおもひ（帝キネ芦屋） - 高松国民
  - 前篇（1926年）
  - 後篇（1926年）
- 銀の雨（1926年、帝キネ芦屋） - 旅の六部
- 青春の歓喜（1926年、帝キネ芦屋）
- 神田つ子（1926年、帝キネ芦屋）
- 別れの浜唄（1926年、帝キネ芦屋）
- 娘でかした（1926年、帝キネ芦屋）
- 狂つた熊（1926年、帝キネ芦屋）
- 珍探偵（1926年、帝キネ芦屋）
- 孤島に咲く花（1926年、帝キネ芦屋）
- 男を喰ふ獣（1926年、帝キネ芦屋）
- 恋衣（1926年、帝キネ芦屋）
- 理髪屋騒動記（1927年、帝キネ芦屋）
- なまけもの（1927年、帝キネ芦屋）
- 果たしてどうなる（1927年、帝キネ芦屋）
- 街灯（1927年、帝キネ芦屋）
- 親心（1927年、帝キネ）
- 小鳥で儲けて（1927年、帝キネ芦屋）
- 村の巡査（1927年、帝キネ芦屋）
- あの山恋し（1927年、帝キネ芦屋）
- 笑恋（1927年、帝キネ）
- 緋鹿子草紙（1927年、帝キネ）
- 愚か者（1927年、帝キネ）
- 恋の裏町（帝キネ）
  - 前篇（1927年）
  - 後篇（1927年）
- 手折られし撫子（1927年、帝キネ芦屋）
- 当節三人娘（1927年、帝キネ芦屋）
- 美しき牢獄（1927年、帝キネ芦屋）
- 夜の魔（1927年、帝キネ芦屋）
- 花婿騒動（1928年、帝キネ） - 尾佐村君
- 新夫婦（1928年、帝キネ）
- 亭主関白（1928年、帝キネ）
- 寂しき人々（1928年、帝キネ）
- 女権拡張（1928年、帝キネ）
- 恵の郷（1928年、帝キネ）
- 子持芸者（1928年、帝キネ）
- 珍妙結婚記（1928年、帝キネ）
- 嵐の夜曲（1928年、帝キネ） - 鶴賀三平
- 串本音頭（1928年、帝キネ）
- 独身競走（1928年、帝キネ）
- 恋を握る（1928年、帝キネ）
- 粋な神様（1928年、帝キネ）
- 陣中の乃木将軍（1928年、帝キネ）
- 彼女の父（1928年、帝キネ）
- 真心（1928年、帝キネ）
- 日米親善（1928年、帝キネ）
- 浮気療法（1928年、帝キネ）
- 天の恵み（1928年、帝キネ芦屋） - 富豪 金井善造
- 愛の涙（1928年、帝キネ）
- 焼野きぎす（1928年、帝キネ）
- 涙の馬子唄（1928年、帝キネ）
- 試練への道（1928年、帝キネ） - 大淵銀五郎
- 大親分（1929年、帝キネ）
- のんき者（1929年、帝キネ）
- 拾った老爺（1929年、帝キネ）
- 波浮の港（1929年、帝キネ長瀬）
- 糸の乱れ（1929年、帝キネ）
- ぼうだら日記（1929年、帝キネ長瀬）
- 故郷の家（1929年、帝キネ長瀬）
- 踊る奥様（1929年、帝キネ）
- 春雨草紙（1929年、帝キネ長瀬）
- 探偵児（1929年、帝キネ）
- 食客奮闘記（1929年、帝キネ）
- 朧月（1929年、帝キネ長瀬）
- 荒尾譲介（1929年、帝キネ長瀬）
- 愛の目醒（1929年、帝キネ）
- 恋のしがらみ（1929年、帝キネ）
- 彼の日記（1929年、帝キネ）
- 恋の筏師（1929年、帝キネ長瀬）
- 盲ひの小鳩（1929年、帝キネ）
- 凸凹二人組（1929年、帝キネ）
- 夜光珠怪異（1929年、帝キネ） - 聖僧ラゴラ
- あの山越へて（1930年、帝キネ
- 何が彼女をさうさせたか（1930年、帝キネ長瀬） - 阪本佐平
- カフェーの女（1930年、帝キネ）
- 緑の城（1930年、帝キネ）
- 明暗三世相 前篇（1932年、新興キネマ） - 会津藩主 松平容保
- 渦巻（1932年、新興キネマ） - 東大路正胤
- 姿なき怪盗 後篇（1932年、新興キネマ） - 警察署長
- 白蓮（1932年、入江プロ） - 青柳伯爵
- 栄え行く道（1933年、新興キネマ） - 河野
- ふらんす人形（1933年、新興キネマ） - 達三の父 多吉
- 銃後の勝利（1933年、新興キネマ） - 校長先生
- 世界の戦漂国防篇 日本若し空襲を受くれば（1933年、新興キネマ） - 藤村子爵
- 女夫浪（1933年、新興キネマ） - 政務次官 日頭武則
- 後の生さぬ仲（1933年、新興キネマ） - 日下部正七
- 間貫一（1933年、新興キネマ） - 鴫沢隆三
- モデルの女（1933年、新興キネマ） - パトロン 藤村圭吉
- 街の灯（1933年、新興キネマ） - 主人
- 新女性線（1933年、新興キネマ） - 礼子の父
- われ等若し戦はば（1933年、新興キネマ） - 宮崎の父 徳平
- 昭和人生案内（1933年、新興キネマ） - 紹介所所長
- 侠艶録（1933年、新興キネマ） - 富士雄の父
- やどり木（1933年、新興キネマ） - 昭子の兄 信輝
- 猿飛薩摩飛脚（1934年、新興キネマ） - 家康公
- 青空三羽鴉（1934年、新興キネマ） - 幕府の重臣夫 馬石見守
- 女心双情記（1934年、新興キネマ） - 人夫頭平太
- 肥後の駒下駄（1934年、新興キネマ） - 松山秀之進
- 巨人街（1934年、新興キネマ） - 禎次の恩師 西井博士
- 地獄往来（1934年、新興キネマ） - 内藤主膳
- 帰去来峠（1934年、新興キネマ） - 伊勢崎成政
- 狼隊の少年（1934年、新興キネマ） - 老僕
- 春雪白日夢（1935年、新興キネマ） - 御隠居
- 福寿草（1935年、新興キネマ）  - 校長
- 恋愛ホテル（1935年、新興キネマ） - その父 泰治
- 稽古扇（1935年、新興キネマ） - 信夫の父 信造
- 男三十前（1935年、高田プロ） - 警察署長
- 竜涎香（1935年、高田プロ） - お咲の父
- 木曾情話（1935年、新興キネマ） - 綾子の父 徳平
- 都会の怪異七時三分（1935年、P.C.L.） - 夕刊売りの老人、運転手B、強盗、電話をかける男、競馬場の客A【5役】
- 処女花園（1936年、P.C.L.）
- 彦六大いに笑ふ（1936年、P.C.L.） - 鉄造
- 武士道朗らかなりし頃（1936年、P.C.L.）
- 戦国群盗伝（P.C.L.）
  - 前篇 虎狼（1937年）
  - 後篇 暁の前進（1937年）
- からゆきさん（1937年、P.C.L.・入江プロ） - 二重廻しの男
- 見世物王國（1937年、P.C.L.）
- 北支の空を衝く（1937年、P.C.L.） - 女学校の校長
- ドレミハ大学生（1938年、東宝映画） - ライオン食堂主人
- ロッパのガラマサどん（1938年、東宝映画） - 部長
- 藤十郎の恋（1938年、東宝映画） - 伏見屋五郎吉
- 裸の教科書（1939年、東宝映画）
- 忠臣蔵（東宝映画） - 藤井又左衛門
  - 前篇（1939年）
  - 後篇（1939年）
- 白蘭の歌 前篇・後篇（1939年、東宝映画・満映） - 満鉄総裁
- エノケンの弥次喜多（1939年、東宝映画） - 居酒屋の亭主
- 東遊記（1940年、東宝映画・満映） - 化粧品会社社長
- 蛇姫様（1940年、東宝映画） - 師直役者
  - 続・蛇姫様（1940年、東宝映画） - 刺抜屋 六兵衛
- 金語楼のむすめ物語（1940年、東宝映画） - 川島氏
- 嵐に咲く花（1940年、東宝映画） - 増水正左衛門
- 小島の春（1940年、東京発声） - 校長
- 閣下（1940年、東宝映画） - 軍太夫（温泉宿の主人）
- 熱砂の誓ひ（1940年、東宝映画） - 柳田先生
- 兄の花嫁（1941年、東宝映画） - 山本家親族
- 白鷺（1941年、東宝映画） - 紳士
- 闘魚（1941年、東宝映画） - 笙子の父
- 八十八年目の太陽（1941年、東宝映画） - 海老原次郎
- 川中島合戦（1941年、東宝映画） - 新沢丹後守
- 武蔵坊弁慶（1942年、東宝映画） - 深栖十郎
- 緑の大地（1942年、東宝映画） - 劉校長
- ハワイ・マレー沖海戦（1942年、東宝映画） - 徳田副長[15]
- ハナ子さん（1943年、東宝映画） - 大熊さん
- 霧の夜ばなし（1946年、東宝） - 山形屋
- 民衆の敵（1946年、東宝） - 大東総本社部長
- 麗人（1946年、東宝） - 菊小路家の家令本橋
- 生きている画像（1948年、新東宝） - 医者
- 歌うエノケン捕物帳（1948年、新東宝） - 隠居
- 私刑 リンチ（1949年、新東宝）
- 石中先生行状記（1950年、新東宝） - 貞作の父
- 右門捕物帖 伊豆の旅日記（1950年、新東宝） - 砂子屋太兵衛
- 夜の緋牡丹（1950年、新東宝） - 佐々木編集長
- 生きる（1952年、東宝） - 総務課長
- 悲劇の将軍 山下泰文（1953年、東映） - 梅津参謀総長
- 晴れ姿 伊豆の佐太郎（1953年、新東宝） - 天城屋平左衛門
- 早稲田大学（1953年、東映）
- 叛乱（1954年、東宝） - 深尾男爵
- 花と龍 第二部 愛憎流転（1954年、東映）
- 続々魚河岸の石松 大阪罷り通る（1954年、東映） - 竹虎
- 坊ちゃん社員（1954年、東宝） - 高村監査役
- 放浪記（1954年、東映） - 秋彦の父
- 快傑まぼろし頭巾（1954年、東映） - 香川春山
- あゝ洞爺丸（1954年、東映東京） - 二等船客老紳士
- 姿三四郎 第一部・第二部（1955年、東映） - 南小路光康
- 終電車の死美人（1955年、東映） - 下宿の老人
- 忍術三四郎（1955年、東映東京） - 執事
- まぼろし怪盗団（東映）
  - 第一部 まぼろし怪盗団（1955年、東映） - 執事木下
  - 第二部 魔王の蜜使（1955年、東映） - 執事木下
  - 第三部 悪魔の王冠（1955年、東映） - 執事木下
- 流星空手打ち（1956年、東映） - 木村巳之助
- 権三と助十 かごや太平記（1956年、東映） - 嘉右衛門
- 愛の翼 お母さん行ってきます（1956年、東映） - 農家のおじいさん
- 怒れ！力道山（1956年、東映） - 米川
- とんちんかん八百八町（1957年、東映） - 易者
- こけし子守唄 夕やけ鴉（1957年、東映） - 医者
- どたんば（1957年、東映） - 油井嘉一
- 警視庁物語 夜の野獣（1957年、東映） - 紳士風のスリ
- 多羅尾伴内 七つの顔の男だぜ（1960年、東映） - 戸田老人
- 故郷は緑なりき（1961年、ニュー東映） - 守衛

### テレビドラマ
- 子供の時間：日本放送協会
  - 『三つの風船のお話』：1953年5月22日放映 - 主演
- 『三人の旅役者と代官様』：日本放送協会、1953年6月3日放映 - 名主古川九右衛門
- 『美しき下界』：日本放送協会、1953年8月5日放映 - 武田康之
- 影絵劇：日本放送協会
  - 『清流 河童譚』：1953年8月21日放映 - 語り手
- 『学校放送 小学校低学年』：日本放送協会
  - 『おとぎのへや こだぬきのいたずら』：1953年10月12日放映
- 『ミュージカル・ショウ』：日本放送協会
  - 『節分の夜の夢』：監督加藤好雄、1954年2月3日
- 『山のひだ』：監督梅本重信、日本放送協会、1956年6月9日放映 - 近藤
- 村上元三アワー：日本テレビ
  - 『春風数えうた』：監督松本紀彦、1956年12月5日 - 1957年2月27日放映
- 『七色仮面』：日本教育テレビ（現・テレビ朝日）
  - 第2部『キング・ローズ』：1959年8月27日 - 1959年10月1日放映 - 本物の野毛村